# 7-я артиллерийская дивизия прорыва
7-я артиллерийская Запорожская Краснознамённая орденов Суворова и Кутузова дивизия прорыва Резерва Главного Командования — формирование артиллерии (соединение, артиллерийская дивизия прорыва) РККА Вооружённых Сил СССР в Великой Отечественной войне и после неё.
Условное наименование — войсковая часть полевая почта (в/ч пп) № 22120.
Сокращённое наименование — 7 адп РГК.

## История формирования
Сформирована в ноябре 1942 года как 7-я артиллерийская дивизия РГК, на основании приказа Народного комиссара обороны СССР № 00226 от 31 октября 1942 года. Согласно приказу формирование необходимо было завершить к 20 ноября 1942 года и дислоцировать дивизию в районе города Котлубань. В состав дивизии должны были войти следующие артиллерийские формирования Донского фронта: 648-й и 99-й пушечные артполки, 1184-й, 391-й и 508-й истребительно-противотанковые артполки и 810-й отдельный разведывательный артдивизион.

Управление дивизии было сформировано в период с 17 по 25 ноября 1942 года. 25 ноября управление дивизии произвело погрузку в эшелоны на станции Голутвин и отправилось по маршруту: Голутвин, Рязань, Поворино и 7 декабря прибыло на станцию выгрузки Себряково, где поступило в распоряжение 3-й гвардейской армии. С 5 по 12 декабря управление дивизии принимало в свой состав полки и подразделения.
На укомплектование артдивизии были обращены:
- 124-й гаубичный артиллерийский полк;
- 320-й гаубичный артиллерийский полк;
- 877-й гаубичный артиллерийский полк;
- 213-й пушечный артиллерийский полк;
- 1092-й пушечный артиллерийский полк;
- 210-й истребительно-противотанковый артиллерийский полк;
- 525-й истребительно-противотанковый артиллерийский полк;
- 870-й истребительно-противотанковый артиллерийский полк;
- 812-й отдельный разведывательный артиллерийский дивизион.

В состав формирования также вошла 34-я отдельная корректировочная авиаэскадрилья в составе 5 двухместных самолётов Ил-2 и одного самолёта У-2.

## Участие в боевых действиях
Период вхождения в действующую армию: с 17 ноября 1942 года по 9 мая 1945 года.
В ходе Среднедонской операции участвовала в разгроме группировки противника на Дону и срыве попыток деблокады группировки врага, окружённой под Сталинградом. К концу операции вышла на рубеж реки Калитва, после чего переброшена в район южнее Миллерово, и поддерживала огнём советские войска в ходе Ворошиловградской операции, участвовала в освобождении Ворошиловграда.
До июля 1943 года занимала оборонительные позиции на Северском Донце, вела бои в ходе Харьковской оборонительной операции на 28 мая 1943 года находилась на позициях под Чугуевым.
В июле 1943 года пополнена новыми частями и получила наименование 7-я артиллерийская дивизия прорыва.
Основное вооружение 7 адп было следующим:
- 105-я гаубичная артиллерийская бригада большой мощности: 203-мм гаубицы Б-4;
- 25-я гаубичная артиллерийская бригада: 122-мм гаубицы М-30;
- 17-я пушечная артиллерийская бригада: 152-мм гаубицы-пушки МЛ-20;
- 11-я лёгкая артиллерийская бригада: 76-мм орудия ЗИС-3;
- 9-я гвардейская пушечная артиллерийская бригада: 152-мм и 122-мм пушки А-19;
- 3-я миномётная бригада: 120-мм миномёты.

Участвовала в Изюм-Барвенковской операции, затем в Донбасской операции, поддерживая войска 8-й гвардейской армии.
В сентябре 1943 года участвовала в Запорожской операции, отличилась при освобождении Запорожья, вела бои на Никопольском плацдарме, 5 — 6 ноября 1943 года, находясь в районе Верхний Рогачик, Карачекрак — Садовый отбивала контратаку немецких танков прямой наводкой, некоторые части сражались в окружении, затем продолжила наступление и в ходе последовательных Березнеговато-Снигирёвской и Одесской операции вышла в Молдавию.
Из Молдавии (с Днестра, из района Дубоссары), в июне 1944 года переброшена на рубеж реки Свирь, в район города Лодейное Поле, где принимала участие в Свирско-Петрозаводской операции. В ходе операции была придана 98-й гвардейской стрелковой дивизии и 100-й гвардейской стрелковой дивизии, которые наносили главный удар в направлении на Кондуши, Олонец. Дивизия производила артиллерийскую подготовку в течение 3,5 часов. Соединениями именно этой артдивизии была разрушена плотина гидроузла Свирь-3.
По окончании операции, 3 августа 1944 года, спешно снялась с позиций, совершила 300-километровый марш, погружена в 25 воинских поездов и направлена на юг, куда успела прибыть в середине августа 1944 года (первые поезда с оперативной группой высадились в месте назначения 9 августа 1944 года, полностью сосредоточилась 14 августа 1944), чтобы принять участие в Ясско-Кишинёвской операции. В ходе операции наступала на измаильском направлении, переправилась через Дунай. Непосредственно после операции, в сентябре 1944 года, переброшена на 2-й Украинский фронт из Болгарии. 13 сентября 1944 года разгружалась на станции Кырпа, недалеко от города Корансебаш (Румыния). 2 октября 1944 года вступила на территорию Югославии, местечко Лазарево, некоторые полки продвинулись до Петровграда.
С октября 1944 года принимает участие в Дебреценской операции, обеспечивая огнём захват плацдармов на левом берегу реки Тиса, с конца октября 1944 года принимает участие в Кечкемет-Будапештской операции, 5 декабря 1944 года обеспечивала огнём форсирование Дуная между городами Эрчь и Будафок, в 15-ти километрах восточнее Будапешта, наступала на Будапешт с юга, c 19 декабря 1944 года поддерживала огнём прорыв обороны врага 10-м гвардейским стрелковым корпусом. Приняла участие во взятии Секешфехервара 23 декабря 1944 года, вошла в состав Будапештской группы войск, отличилась при освобождении Будапешта 13 февраля 1945 года. В марте отбивала наступление вражеских войск у Будапешта, в том числе, поставив тяжёлые орудия на прямую наводку. Затем перешла в наступление, второй раз принимала участие во взятии Секешфехервара, в продолжении наступления поддерживала огнём части, взявшие Веспрем, Эньинг, Мор, Зирез, вступила на территорию Австрии. 30 марта 1945 года приняла участие в освобождении города Залаэгерсег.
Боевые действия закончила в Австрии, в районе населённого пункта Эйсенхюттл, приняла участие во взятии Граца.
Дивизия удостоена 16 благодарностей Верховного Главнокомандующего. 27 воинов формирования удостоены высокого звания Героя Советского Союза.
В 1960 году на базе 7 адп сформирована 19-я ракетная дивизия в составе РВСН с дислокацией в г. Гайсин, с 1964 года управление дивизии дислоцировалось в пос. Раково г. Хмельницкий. На вооружении дивизии стояли ракетные комплексы средней дальности Р-12 и Р-14, а позднее и МБР УР-100Н и УР-100Н УТТХ (с 1979 года по 1992 год). К 30 декабря 1992 года передана в состав Министерства обороны Украины.

## В составе и состав
| Подчинение | Подчинение           | Подчинение            | Подчинение | Подчинение | Подчинение |
| Дата       | Фронт (округ)        | Армия                 | Корпус     | Состав | Примечания |
| ---------- | -------------------- | --------------------- | ---------- | --- | --- |
| 01.12.1942 | Юго-Западный фронт   | 1-я гвардейская армия | -          | ?? кроме 124-й гаубичный артиллерийский полк 213-й пушечный артиллерийский полк 210-й истребительно-противотанковый полк 525-й истребительно-противотанковый полк | без 4-х полков 213 пап и 525 иптап в составе 5-й танковой армии 124 гап и 210 иптап во фронтовом подчинении        |
| 01.01.1943 | Юго-Западный фронт   | 3-я гвардейская армия | -          | 210-й лёгкий артиллерийский полк 525-й лёгкий артиллерийский полк 870-й лёгкий артиллерийский полк 213-й пушечный артиллерийский полк 1092-й пушечный артиллерийский полк 320-й гаубичный артиллерийский полк 877-й гаубичный артиллерийский полк 101-й миномётный полк 103-й миномётный полк 107-й миномётный полк    | 107-й миномётный полк в составе 5-й танковой армии                                                                 |
| 01.02.1943 | Юго-Западный фронт   | 3-я гвардейская армия | -          | 210-й лёгкий артиллерийский полк 525-й лёгкий артиллерийский полк 213-й пушечный артиллерийский полк 1092-й пушечный артиллерийский полк 124-й гаубичный артиллерийский полк 320-й гаубичный артиллерийский полк 877-й гаубичный артиллерийский полк 101-й миномётный полк 103-й миномётный полк 107-й миномётный полк | 107-й миномётный полк в составе 5-й танковой армии                                                                 |
| 01.03.1943 | Юго-Западный фронт   | -                     | -          | 11-я лёгкая артиллерийская бригада 17-я пушечная артиллерийская бригада 25-я гаубичная артиллерийская бригада 3-я миномётная бригада | - |
| 01.04.1943 | Юго-Западный фронт   | 1-я гвардейская армия | -          | 11-я лёгкая артиллерийская бригада 17-я пушечная артиллерийская бригада 25-я гаубичная артиллерийская бригада 3-я миномётная бригада | - |
| 01.05.1943 | Юго-Западный фронт   | 1-я гвардейская армия | -          | 11-я лёгкая артиллерийская бригада 17-я пушечная артиллерийская бригада 25-я гаубичная артиллерийская бригада 3-я миномётная бригада | - |
| 01.06.1943 | Юго-Западный фронт   | 1-я гвардейская армия | -          | 11-я лёгкая артиллерийская бригада 17-я пушечная артиллерийская бригада 25-я гаубичная артиллерийская бригада 3-я миномётная бригада | - |
| 01.07.1943 | Юго-Западный фронт   | 1-я гвардейская армия | -          | 525-й лёгкий артиллерийский полк из 11-й лёгкой артиллерийской бригады 17-я пушечная артиллерийская бригада 25-я гаубичная артиллерийская бригада 3-я миномётная бригада | 11-я лёгкая артиллерийская бригада во фронтовом подчинении.                                                        |
| 01.08.1943 | Юго-Западный фронт   | 6-я армия             | -          | 11-я лёгкая артиллерийская бригада 9-я гвардейская пушечная артиллерийская бригада 17-я пушечная артиллерийская бригада 25-я гаубичная артиллерийская бригада 105-я гаубичная артиллерийская бригада большой мощности 3-я миномётная бригада                                                                           | - |
| 01.09.1943 | Юго-Западный фронт   | -                     | -          | 11-я лёгкая артиллерийская бригада 9-я гвардейская пушечная артиллерийская бригада 17-я пушечная артиллерийская бригада 25-я гаубичная артиллерийская бригада 105-я гаубичная артиллерийская бригада большой мощности 3-я миномётная бригада                                                                           | - |
| 01.10.1943 | Юго-Западный фронт   | -                     | -          | 11-я лёгкая артиллерийская бригада 9-я гвардейская пушечная артиллерийская бригада 17-я пушечная артиллерийская бригада 25-я гаубичная артиллерийская бригада 105-я гаубичная артиллерийская бригада большой мощности 3-я миномётная бригада                                                                           | - |
| 01.11.1943 | 4-й Украинский фронт | 3-я гвардейская армия | -          | 11-я лёгкая артиллерийская бригада 9-я гвардейская пушечная артиллерийская бригада 17-я пушечная артиллерийская бригада 25-я гаубичная артиллерийская бригада 105-я гаубичная артиллерийская бригада большой мощности 3-я миномётная бригада                                                                           | с 14.11.1943 передавалась в оперативное подчинение в 34-й стрелковый корпус кроме 320 гап в 32-й стрелковый корпус |
| 01.12.1943 | 4-й Украинский фронт | 3-я гвардейская армия | -          | 11-я лёгкая артиллерийская бригада 9-я гвардейская пушечная артиллерийская бригада 17-я пушечная артиллерийская бригада 25-я гаубичная артиллерийская бригада 105-я гаубичная артиллерийская бригада большой мощности 3-я миномётная бригада                                                                           | - |
| 01.01.1944 | 4-й Украинский фронт | 3-я гвардейская армия | -          | 11-я лёгкая артиллерийская бригада 9-я гвардейская пушечная артиллерийская бригада 17-я пушечная артиллерийская бригада 25-я гаубичная артиллерийская бригада 105-я гаубичная артиллерийская бригада большой мощности 3-я миномётная бригада                                                                           | - |
| 01.02.1944 | 4-й Украинский фронт | 3-я гвардейская армия | -          | 11-я лёгкая артиллерийская бригада 9-я гвардейская пушечная артиллерийская бригада 17-я пушечная артиллерийская бригада 25-я гаубичная артиллерийская бригада 3-я миномётная бригада | 105 габр БМ числясь в составе дивизии передана в подчинение 51-й армии                                             |
| 01.03.1944 | 3-й Украинский фронт | -                     | -          | 11-я лёгкая артиллерийская бригада 9-я гвардейская пушечная артиллерийская бригада 17-я пушечная артиллерийская бригада 25-я гаубичная артиллерийская бригада 3-я миномётная бригада | 105 габр БМ числясь в составе дивизии передана в подчинение 51-й армии                                             |
| 01.04.1944 | 3-й Украинский фронт | -                     | -          | 11-я лёгкая артиллерийская бригада 9-я гвардейская пушечная артиллерийская бригада 17-я пушечная артиллерийская бригада 25-я гаубичная артиллерийская бригада 3-я миномётная бригада | 105 габр БМ числясь в составе дивизии передана в подчинение 51-й армии                                             |
| 01.05.1944 | 3-й Украинский фронт | -                     | -          | 11-я лёгкая артиллерийская бригада 9-я гвардейская пушечная артиллерийская бригада 17-я пушечная артиллерийская бригада 25-я гаубичная артиллерийская бригада 3-я миномётная бригада | 105 габр БМ числясь в составе дивизии передана в подчинение Отдельной Приморской армии                             |
| 01.06.1944 | 3-й Украинский фронт | 5-я ударная армия     | -          | 11-я лёгкая артиллерийская бригада 9-я гвардейская пушечная артиллерийская бригада 17-я пушечная артиллерийская бригада 25-я гаубичная артиллерийская бригада 3-я миномётная бригада | - 105 габр БМ числясь в составе дивизии находилась в Резерве Ставки ВГК                                            |
| 01.07.1944 | Карельский фронт     | 7-я армия             | -          | 11-я лёгкая артиллерийская бригада 9-я гвардейская пушечная артиллерийская бригада 17-я пушечная артиллерийская бригада 25-я гаубичная артиллерийская бригада 105-я гаубичная артиллерийская бригада большой мощности 3-я миномётная бригада                                                                           | - |
| 01.08.1944 | Карельский фронт     | 7-я армия             | -          | 11-я лёгкая артиллерийская бригада 9-я гвардейская пушечная артиллерийская бригада 17-я пушечная артиллерийская бригада 25-я гаубичная артиллерийская бригада 105-я гаубичная артиллерийская бригада большой мощности 3-я миномётная бригада                                                                           | - |
| 01.09.1944 | 3-й Украинский фронт | -                     | -          | 11-я лёгкая артиллерийская бригада 9-я гвардейская пушечная артиллерийская бригада 17-я пушечная артиллерийская бригада 25-я гаубичная артиллерийская бригада 105-я гаубичная артиллерийская бригада большой мощности 3-я миномётная бригада                                                                           | - |
| 01.10.1944 | 2-й Украинский фронт | 46-я армия            | -          | 11-я лёгкая артиллерийская бригада 9-я гвардейская пушечная артиллерийская бригада 17-я пушечная артиллерийская бригада 25-я гаубичная артиллерийская бригада 105-я гаубичная артиллерийская бригада большой мощности 3-я миномётная бригада                                                                           | - |
| 01.11.1944 | 2-й Украинский фронт | 46-я армия            | -          | 11-я лёгкая артиллерийская бригада 9-я гвардейская пушечная артиллерийская бригада 17-я пушечная артиллерийская бригада 25-я гаубичная артиллерийская бригада 105-я гаубичная артиллерийская бригада большой мощности 3-я миномётная бригада                                                                           | - |
| 01.12.1944 | 2-й Украинский фронт | 46-я армия            | -          | 11-я лёгкая артиллерийская бригада 9-я гвардейская пушечная артиллерийская бригада 17-я пушечная артиллерийская бригада 25-я гаубичная артиллерийская бригада 105-я гаубичная артиллерийская бригада большой мощности 3-я миномётная бригада                                                                           | - |
| 01.01.1945 | 3-й Украинский фронт | -                     | -          | 11-я лёгкая артиллерийская бригада 9-я гвардейская пушечная артиллерийская бригада 17-я пушечная артиллерийская бригада 25-я гаубичная артиллерийская бригада 105-я гаубичная артиллерийская бригада большой мощности 3-я миномётная бригада                                                                           | с 11.01.1945 в составе Будапештской группы войск                                                                   |
| 01.02.1945 | 3-й Украинский фронт | -                     | -          | 11-я лёгкая артиллерийская бригада 9-я гвардейская пушечная артиллерийская бригада 17-я пушечная артиллерийская бригада 25-я гаубичная артиллерийская бригада 105-я гаубичная артиллерийская бригада большой мощности 3-я миномётная бригада                                                                           | - |
| 01.03.1945 | 3-й Украинский фронт | -                     | -          | 11-я лёгкая артиллерийская бригада 9-я гвардейская пушечная артиллерийская бригада 17-я пушечная артиллерийская бригада 25-я гаубичная артиллерийская бригада 105-я гаубичная артиллерийская бригада большой мощности 3-я миномётная бригада                                                                           | - |
| 01.04.1945 | 3-й Украинский фронт | -                     | -          | 11-я лёгкая артиллерийская бригада 9-я гвардейская пушечная артиллерийская бригада 17-я пушечная артиллерийская бригада 25-я гаубичная артиллерийская бригада 105-я гаубичная артиллерийская бригада большой мощности 3-я миномётная бригада                                                                           | - |
| 01.05.1945 | 3-й Украинский фронт | -                     | -          | 11-я лёгкая артиллерийская бригада 9-я гвардейская пушечная артиллерийская бригада 17-я пушечная артиллерийская бригада 25-я гаубичная артиллерийская бригада 105-я гаубичная артиллерийская бригада большой мощности 3-я миномётная бригада                                                                           | - |

## Командиры
- Павлов, Александр Фёдорович, с 17.11.1942 по 21.09.1944, полковник, с 16.11.43 генерал-майор артиллерии
- Бобровников, Иван Ефимович, с 25.09.1944 по 09.05.1953, генерал-майор артиллерии

## Награды и наименования
| Награда (наименование)              | Дата                                                                          | За что получена |
| ----------------------------------- | ----------------------------------------------------------------------------- | --- |
| Почётное наименование «Запорожская» | присвоено приказом Верховного главнокомандующего № 33 от 14 октября 1943 года | за отличие в боях с немецкими захватчиками за освобождение города Запорожья. |
| Орден Красного Знамени              | награждена указом Президиума Верховного Совета СССР от 2 июля 1944 года       | За образцовое выполнение заданий командования в боях с немецко-финскими захватчиками при форсировании реки Свирь, прорыве сильно укреплённой обороны противника и проявленные при этом доблесть и мужество |
| Орден Суворова II степени           | награждена указом Президиума Верховного Совета СССР от 7 сентября 1944 года   | За образцовое выполнение заданий командования в боях с немецкими захватчиками при прорыве обороны противника южнее Бендеры, за овладение городом Кишинёв и проявленные при этом доблесть и мужество        |
| Орден Кутузова II степени           | награждена указом Президиума Верховного Совета СССР от 5 апреля 1945 года     | За образцовое выполнение заданий командования в боях с немецкими захватчиками при овладении городом Будапешт и проявленныепри этом доблесть и мужество                                                     |

## Отличившиеся воины дивизии
- Абросимов, Иван Александрович, младший лейтенант, командир взвода управления 320-го гаубичного артиллерийского полка 25-й гаубичной артиллерийской бригады.
- Андриенко, Василий Прокофьевич, старший сержант, радист взвода управления 2-го дивизиона 103-го миномётного полка 3-й Свирской миномётной бригады.
- Баринов, Иван Михайлович, старший лейтенант, командир батареи 101-го миномётного полка 3-й миномётной бригады.
- Горюнов, Николай Фёдорович, старший лейтенант, командир батареи 107-го миномётного полка 3-й миномётной бригады.
- Гражданкин, Виктор Иванович, полковник, командир 11-й лёгкой артиллерийской бригады.
- Гусев, Николай Прохорович, красноармеец, радиотелеграфист взвода управления 107-го миномётного полка 3-й миномётной бригады.
- Жайворон, Владимир Игнатьевич, гвардии капитан, командир батареи 103-го миномётного полка.
- Кукин, Аркадий Петрович, сержант, командир орудия 877-го гаубичного артиллерийского полка 25-й гаубичной артиллерийской бригады.
- Кулешов, Анатолий Афанасьевич, капитан, 213-й пушечный артиллерийский полк 17-я пушечная артиллерийская бригада.
- Леушин, Дмитрий Сидорович, красноармеец, радист взвода управления 103-го миномётного полка 3-й миномётной бригады.
- Мохов, Михаил Иванович, капитан, командир батареи 525-го лёгкого артиллерийского полка 11-й лёгкой артиллерийской бригады.
- Платов, Михаил Михайлович, младший сержант, командир радиотделения батареи 320-го гаубичного артиллерийского полка 25-й гаубичной артиллерийской бригады.
- Сельский Семён Петрович, старший лейтенант, командир батареи 101-го миномётного полка 3-й миномётной бригады.
- Скрыльников, Павел Афанасьевич, младший сержант, радист управления дивизиона 103-го миномётного полка 3-й миномётной бригады.
- Смоляков, Иван Ильич, старший лейтенант, командир батареи 877-го гаубичного артиллерийского полка 25-й гаубичной артиллерийской бригады.
- Фёдоров, Иван Михайлович, сержант, радист 877-го гаубичного артиллерийского полка 25-й гаубичной артиллерийской бригады.
- Хандриков, Лев Борисович, ефрейтор, радиотелеграфист батареи 870-го лёгкого артиллерийского полка.
- Шаповалов, Николай Дмитриевич, красноармеец, радист 877-го гаубичного артиллерийского полка 25-й гаубичной артиллерийской бригады.